# 우린 어디에도 살지 않는다
《우린 어디에도 살지 않는다》(영어: We Don't Live Here Anymore)는 미국에서 제작된 존 커런 감독의 2004년 드라마 영화이다. 마크 러펄로, 로라 던, 피터 크라우저, 나오미 와츠 등이 출연하였고, 하비 칸 등이 제작에 참여하였다.

## 출연
- 마크 러펄로 - 잭 린든 역
- 로라 던 - 테리 린든 역
- 피터 크라우저 - 행크 에번스 역
- 나오미 와츠 - 이디스 에번스 역
- 제니퍼 비숍 - 샤론 에번스 역
- 앰버 로스웰 - 로런 역

## 기타 제작진
- 공동 제작: 켄 로슨, 로버트 리
- 협력 제작: 마이클 셰퍼드, 버너뎃 마이어스
- 배역: 엘런 루이스, 오드리 스캘베이니아
- 미술: 토니 디베니
- 의상: 카티아 스타노
- 작곡 참여: 레슬리 바버